# Beroun
Beroun (ˈbɛroʊ̯n; in tedesco Beraun) è una città della Repubblica Ceca, capoluogo del distretto omonimo, in Boemia Centrale. Si trova a 30 km a sudovest di Praga. Si trova sulla strada D5 che collega Praga a Plzeň e, oltre il confine con la Germania, con la Baviera e sulla ferrovia che collega Praga con Plzeň e con la Germania; in particolare a Beroun avviene il cambio di tensione nell’alimentazione elettrica della linea aerea tra i 3000 V in corrente continua con cui sono elettrificate le linee afferenti a Praga e lo stesso nodo ferroviario praghese e i 25 kV 50 Hz in corrente alternata con cui sono elettrificate le linee ferroviarie della Boemia sud-occidentale incluso il nodo ferroviario di Plzeň.